# Prostanthera hindii
Prostanthera hindii là một loài thực vật có hoa trong họ Hoa môi. Loài này được B.J.Conn miêu tả khoa học đầu tiên năm 1997.